# خود (فیلم)
خود (اسپانیایی: Ego‎) یک فیلم دلهره‌آور ترسناک روان‌شناختی اسپانیایی است که در سال ۲۰۲۱ منتشر شد.

## خلاصه داستان
در طول قرنطینه ناشی از دنیاگیری کووید-۱۹، دختری به نام پالوما از یک نرم‌افزار کاربردی برای قرار ملاقات با افراد همجنس خود استفاده می‌کند تا کمی سرگرم شود. او متوجه می‌شود که پروفایل دختر دیگری عیناً مشابه پروفایل خودش است و آن دختر ظاهراً قصد دارد خودش را جای او جا بزند…

## بازیگران
- ماریا پدراسا در نقش پالوما / گولیادکین[۲][۳]
- ماریان آلبارس در نقش مادر پالوما[۱]
- پل مونن در نقش خورخه[۱]
- آلیسیا بوراچرو در نقش روان‌پزشکِ پالوما[۱][۳]

## نامزدی‌ها و جوایز
| سال  | جایزه                       | رده              | نامزدی(ها)   | نتیجه | منبع  |
| ---- | --------------------------- | ---------------- | ------------ | ----- | ----- |
| ۲۰۲۱ | جشنواره فیلم ترسناک بروکلین | بهترین فیلم      |              | برنده | [ ۲ ] |
| ۲۰۲۱ | جشنواره فیلم ترسناک بروکلین | بهترین فیلم‌نامه  |              | برنده | [ ۲ ] |
| ۲۰۲۱ | جشنواره فیلم ترسناک بروکلین | بهترین بازیگر زن | ماریا پدراسا | برنده | [ ۲ ] |